# Kozo Ohsone

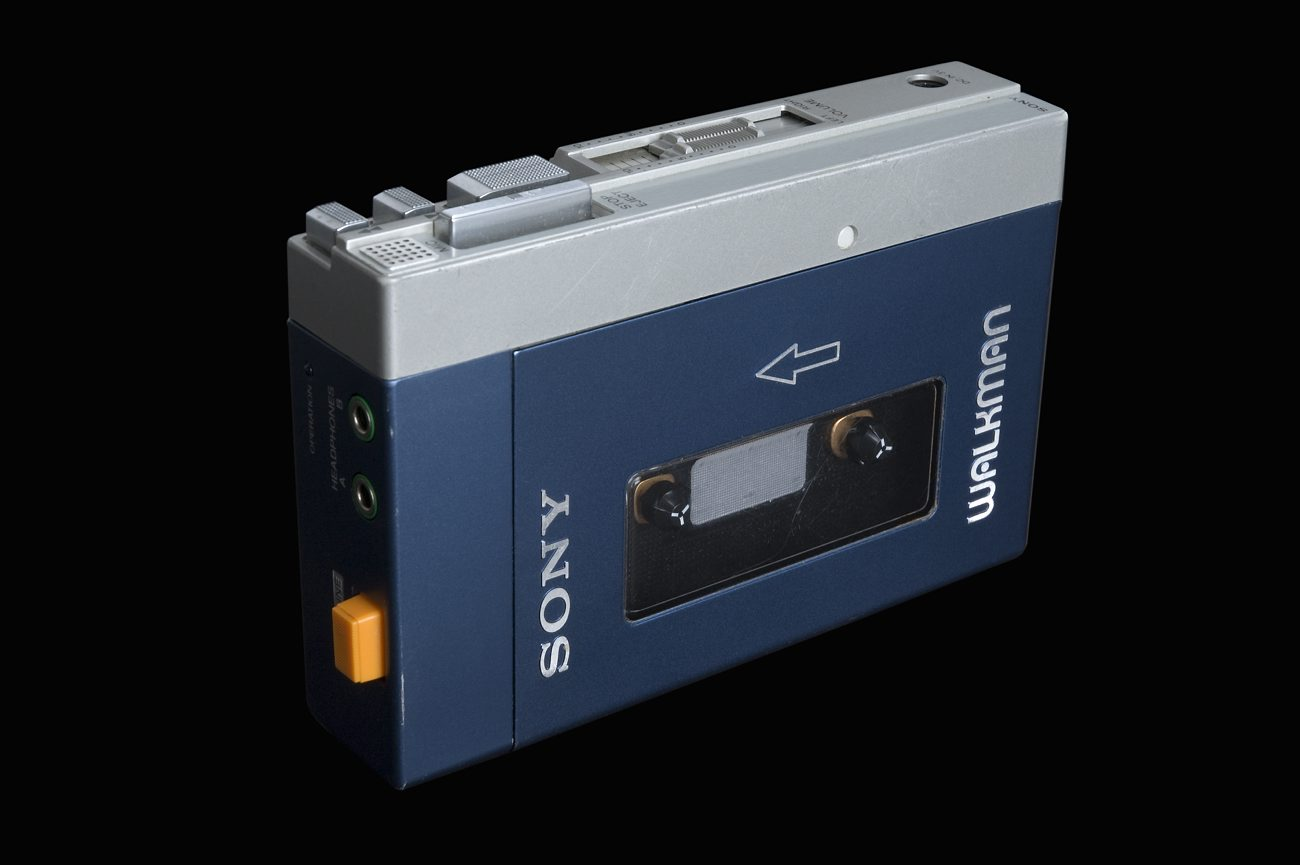
Sonys första Walkman, modell TPS-L2.

Kozo Ohsone, född 1933, är chef för det arbetslag hos det japanska företaget Sony som utvecklade Walkman. 
I första serien tillverkades 3 000 enheter. Försäljningen gick inte så bra till att börja med, varpå Sony valde att skänka bort ett antal till sina anställda som fick i uppdrag att bära dem synligt och använda dem till och från jobbet för att marknadsföra produkten. Försäljningen sköt raskt i höjden därefter. 